# Luxey
 Luxey  (en occitano Lucsèir) es una población y comuna francesa, situada en la región de Aquitania, departamento de Landas, en el distrito de Mont-de-Marsan y cantón de Sore.

## Demografía
| 933 | 813 | 721 | 731 | 680 | 658 |
| Para los censos de 1962 a 1999 la población legal corresponde a la población sin duplicidades (Fuente: INSEE [Consultar]) |     |     |     |     |     |